# Enrico Morozzo della Rocca

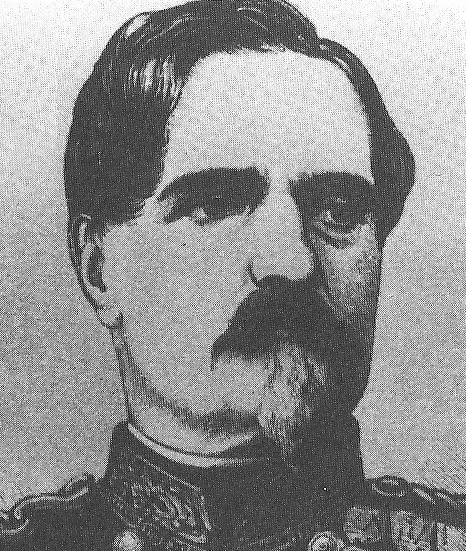
Enrico Morozzo Della Rocca

Enrico Graf Morozzo Della Rocca, Marchese von Bianzè und Conte di San Genuario (* 20. Juni 1807 in Turin; † 12. August 1897 in Luserna San Giovanni) war ein italienischer General und Politiker des Risorgimento. Er war 1849 kurzfristig Kriegsminister des Königreichs Sardinien.

## Leben
Die Della Rocca gehörte einer piemontesischen Adelsfamilie an, die ursprünglich aus Morozzo stammte und nach Turin übersiedelte. Er war der Sohn des Grafen Carlo Filippo Morozzo Della Rocca und dessen Frau, der savoyischen Adligen Gabriella Sofia Cisa Asinari di Gresy. 
Er begann seine militärische Laufbahn am 1. August 1816 mit dem Besuch der Militärakademie von Turin und wurde am 2. April 1824 zum Secondeleutnant ernannt. Am 24. August 1825 wurde er Leutnant, am 11. Februar 1831 zum Hauptmann und am 30. April 1843 zum Major befördert. Nachdem er sich während der Volksaufstände jener Jahre hervorgetan hatte, wurde er zum Oberst (24. März 1848) und am 12. März 1849 zum Generalmajor ernannt.
Während des Ersten Unabhängigkeitskrieges nahm er als Kommandeur der Reservedivision am 6. Mai 1848 an der Schlacht von Santa Lucia teil. 1849 war er kurzfristig Kriegsminister in der Regierung von Massimo d’Azeglio. Am 4. Juli 1857 wurde er zum Generalleutnant und am 22. April 1859 zum Generalstabschef ernannt, eine Position, in der er auch während des Zweiten Unabhängigkeitskrieges diente. Am 6. Oktober 1860 wurde er zum Armeegeneral ernannt und führte das piemontesische V. Korps bei der Invasion des Königreichs der beiden Sizilien. Er griff in die Belagerung von Ancona ein und verstärkt durch Abteilungen Garibaldis, die vorübergehend unter sein Kommando gestellt wurden, führte er die Belagerung von Capua durch, das er innerhalb von drei Tagen (28.–30. Oktober 1860) zum Fall brachte, eine Leistung, die ihm die Goldmedaille für militärische Tapferkeit einbrachte. Am 20. Januar 1861 wurde er zum Senator ernannt.
Im Dritten Unabhängigkeitskrieg gegen Österreich 1866 hatte er das Kommando über das III. Korps. Während der Schlacht bei Custozza (24. Juni) geriet die ihm unterstellte 9. Division (General Giuseppe Govone) in arge Bedrängnis und stand vor der Niederlage. Der Oberbefehlshaber General Alfonso La Marmora führte eine Reihe von Gegenangriffen auf Custoza durch, welche die Schlacht hätten wenden können. Diese Angriffe wurden aber nicht von den beiden Infanterie- und Kavalleriedivisionen unterstützt, die einige Kilometer entfernt unter dem Kommando von General Della Rocca standen. Dieser lehnte, vielleicht aus persönlicher Antipathie, Standesstolz oder blindem Befolgen der zuerst gegebenen Befehle des Oberbefehlshabers, jede Hilfe ab, und so endete der Tag mit einer Niederlage. 
Im Laufe seines Lebens bekleidete Della Rocca auch eine Reihe weiterer repräsentativer und administrativer Ämter, die ihn nicht nur am Hof von Savoyen und dann in Italien, sondern auch an anderen europäischen Höfen bekannt machten. Am 29. Februar 1852 wurde er zum Chef des Generalstabs, ein Amt, das er bis 1857 bekleidete. Auf höfischer Ebene war er ab dem 3. März 1833 zweiter Flügeladjutant des Königs und ab dem 4. April 1842 erster Kammerherr des Herzogs von Savoyen. Er genoss damit das Vertrauen des Königs Viktor Emanuel II., am 4. Juli 1857 wurde er dessen erster Generaladjutant. Am 5. März 1882 wurde er auch vom folgenden König Umberto I. zum ersten ehrenamtlichen Generaladjutanten ernannt, auch in Anerkennung der großartigen Botschaftsarbeit, die er in den Jahren des Risorgimento geleistet hatte: Sachsen (1850), Belgien (1855), Frankreich (Februar 1858) und Preußen (1861), als außerordentlicher Botschafter nahm er auch an der Krönung des Königs von Preußen teil. Er starb im August 1897 in seiner Residenz in Luserna San Giovanni.